# Symphurus ginsburgi
Symphurus ginsburgi es una especie de pez de la familia Cynoglossidae en el orden de los Pleuronectiformes.

## Distribución geográfica
Se encuentran al suroeste del  Atlántico (desde el Brasil hasta el Uruguay).